# Euxoa wagneri
Euxoa wagneri är en fjärilsart som beskrevs av Corti 1926. Euxoa wagneri ingår i släktet Euxoa och familjen nattflyn. Inga underarter finns listade i Catalogue of Life.